# Prémio SET for Britain
O Prémio SET for Britain (Science, Engineering and Technology for Britain) é um prémio atribuído pelo Parliamentary Office of Science and Technology (POST) do Reino Unido a jovens investigadores.
A partir de 2008, o Parliamentary Office of Science and Technology associou-se à Royal Academy of Engineering, à Royal Society of Chemistry, ao Institute of Physics e à Society of Biology na atribuição deste prémio.
O Prémio SET for Britain é dividido nas áreas de Biomedicina, Química, Engenharia, Matemática e Física. e consiste na atribuição de um determinado valor pecuniário e de uma medalha. O primeiro prémio é agraciado com uma medalha de ouro, o segundo com uma medalha de prata e o terceiro com uma medalha de bronze

## Premiados
- 2009[3]
  - Biomedicina
    - Primeiro classificado e Medalha Mendel - Xiaoqi Feng
    - Segundo classificado
      - James Bullock
      - Federico Dorati
      - Sue-Ann Watson

  - Química
    - Primeiro classificado, Medalha Westminster e Medalha Roscoe - Dr Marina Kuimova
    - Prémio LGC (LGC Limited) - Sally Peyman

  - Física
    - Primeiro classificado e Medalha Cavendish - John Morton
    - Segundo classificado - Mark Rayner

  - Engenharia
    - Primeiro classificado e Medalha de Engenharia - Eleanor Stride
    - Segundo classificado
      - Dan Allwood
      - Rebecca Cain
      - Ruth Oulton
- 2010[4]
  - Biomedicina
    - Primeiro classificado e Medalha Mendel - Dorota Bartczak
    - Segundo classificado - Kimberley Bruce

  - Química
    - Primeiro classificado e Medalha Roscoe - ThaoNguyen Nguyen
    - Segundo classificado - Danny Ho

  - Física
    - Primeiro classificado e Medalha Cavendish - David Hall
    - Segundo classificado - Michelle Moram

  - Engenharia
    - Primeiro classificado, Medalha de Engenharia e Medalha Westminster - Julian Rose
    - Segundo classificado - Kosmas Tsakmakidis
- 2011[5]
  - Biomedicina
    - Medalha de ouro, Medalha Westminster e Medalha Mendel - Talia Atkin
    - Medalha de prata - Jay Stone
    - Medalha de bronze - Louisa Jeffery

  - Química
    - Medalha de ouro e Medalha Roscoe - Andrew Treharne
    - Medalha de prata - Rachael Miles
    - Medalha de bronze - Anna Barnard

  - Física
    - Medalha de ouro e Medalha Cavendish - Ian Chapman
    - Medalha de prata - Jesse Petersen
    - Medalha de bronze - Katerina Falk

  - Engenharia
    - Medalha de ouro - Tim Stevenson
    - Medalha de prata - Manuel Martinello
    - Medalha de bronze - James Popper
- 2012[6]
  - Biomedicina
    - Medalha de ouro - Nicholas Love
    - Medalha de prata - Renata Gomes[7]
    - Medalha de bronze - Christopher Burt

  - Química
    - Medalha de ouro e Medalha Roscoe - Matthew Powner
    - Medalha de prata - Laura Davies
    - Medalha de bronze - Alessandro Poma

  - Física
    - Medalha de ouro e medalha Cavendish - Kevin O’Keeffe
    - Medalha de prata - Hannah Arnold
    - Medalha de bronze - Daniel Elford

  - Engenharia
    - Medalha de ouro - Jeannette Heiligers
    - Medalha de prata - Simon Leigh
    - Medalha de bronze - Jonathan Dewsbury